# Casa Scaramuccia Visconti
Casa Scaramuccia Visconti era uno storico edificio di Milano situato nel sestiere di Porta Vercellina.

## Storia e descrizione
Il palazzo, costruito nella prima metà del Quattrocento, non doveva il suo nome ad un'ipotetica famiglia Scaramuccia, bensì al soprannome di Giorgio Aicardi, detto appunto "Scaramuccia Visconti", consigliere di Filippo Maria Visconti: il palazzo viene citato di nuovo in documenti risalenti al 1476, quando questo viene donato da Ludovico il Moro a Filippo Maria Sforza.
Sebbene non sia nota con estrema precisione l'ubicazione del palazzo, dalle descrizioni settecentesche dell'edificio (quando non restavano che poche vestigia), si apprende che questo doveva trovarsi all'incirca all'angolo tra l'attuale corso Magenta e via Carducci: la costruzione viene descritta come una tipica architettura tardo gotica lombarda, con archi a sesto acuto riccamente decorati in cotto. Dall'unica rappresentazione giunta del palazzo tuttavia si apprende che, sovrapposti a questi elementi, vi erano alcune lesene di ordine gigante, indizio di un rifacimento del palazzo mai portato a termine.
Del palazzo, oggi non più esistente, non è noto l'anno di demolizione, successivo tuttavia al XVIII secolo.